# Alessandro Stradella
Antonio Alessandro Boncompagno Stradella (Bolonya, 3 de juliol de 1643 - Gènova, 25 de febrer de 1682) va ser un compositor italià del Barroc.

## Biografia
No se sap gaire sobre les seves primeres etapes de la vida, però va néixer al si d'una família aristocràtica, va estudiar a Bolonya i a l'edat de 20 anys ja era famós com a compositor gràcies a un encàrrec de la reina Cristina de Suècia. El 1667 es va traslladar a Roma, on va compondre copiosament, sobretot música sacra, i va començar a viure una vida dissoluta. Amb un amic va tractar de fer una estafa amb diners de l'Església Catòlica Romana, però va ser descobert. Per aquest motiu va haver de fugir de la ciutat, tornant-hi molt més tard quan pensava que estava segur. Per desgràcia, els seus nombrosos assumptes desafortunats amb les dones van començar a crear-li enemics entre els poderosos homes de la ciutat, i va haver de sortir de Roma per sempre.
El 1677 es va traslladar a Venècia, on va ser contractat per un poderós noble com a tutor de música per a la seva esposa. Com es podia esperar, Stradella en poc temps es va convertir en l'amant d'aquesta dona, i va haver de fugir en ser descobert. Però aquesta vegada el noble va contractar un grup d'assassins per perseguir-ho i matar-lo, encara que van fallar en el seu encàrrec. Després Stradella va marxar a Gènova, on va escriure òperes i cantates. Lamentablement es va involucrar de nou en assumptes de faldilles, i aquesta vegada l'assassí contractat va complir la seva comesa apunyalant Stradella fins a matar-lo.

## Obra
Stradella va ser un compositor molt influent en el seu temps, si bé la seva fama va ser eclipsada després per Corelli, Vivaldi i d'altres. La seva major aportació a la música és probablement el fet d'haver creat el concerto grosso. Encara que Corelli hagi publicat primerament la seva obra amb aquest títol (Concerto Grosso Op. 6), Stradella clarament utilitza el format anterior en un dels seus Sonate di viole. Ja que els dos es coneixien, és probable que hi hagi hagut una influència directa.
Stradella va escriure almenys sis òperes, així com nombroses cantates i oratoris. També va compondre 27 peces instrumentals, la majoria per a cordes i baix continu.
La seva atrafegada vida i la mort sagnant de la qual va ser víctima, van donar sens dubte una bona història per a una òpera sobre la seva vida. Tres compositors han fet òperes de la seva vida, sent el més famós Friedrich von Flotow amb el seu Alessandro Stradella (Hamburg, 1844).
El novel·lista nord-americà Francis Marion Crawford també va escriure una gran novel·la romàntica, titulada Stradella (Macmillan, 1909).

## Dedicatòria musical
El compositor de Trieste Giuseppe Sinico, li va dedicar una òpera que porta el seu nom en l'època del Romanticisme.